# Eupithecia coetulata
Eupitecia coetulata es una especie de polilla de la familia Geometridae. La especie fue descrita por primera vez por Louis Beethoven Prout en 1916 y se puede encontrar distribuido en Perú. El holotipo se encuentra distribuido en Acopampa a una altitud de 11 500 pies (3505,2 m). Es morfológicamente muy similar a otra especie peruana, E. candidata.

## Descripción
La envergadura es de 24 milímetros (0,9 plg) para los machos y de 28 milímetros (1,1 plg) para las hembras. Los palpos cuentan con escamas rugosas, aproximadamente dos veces más largos que el diámetro del ojo. La cabeza y cuerpo son mayormente blancos, mientras que el abdomen se ve con algo de mezcla ferruginosa y gris oscuro dorsalmente. La pata delantera por encima es negruzca, la tibia y el tarso cuentan con manchas blancas en su mayor longitud.

### Alas
Las alas anteriores son de un blanco bastante brillante, con una irritación de gris oscura mayoritariamente ligera. Las marcas a lo largo del ala son gris oscuras mezcladas con negro. Las alas traseras son blancas, con unas siete líneas de manchas más o menos confluentes. Estas se ven rodeadas de un grupo numeroso de líneas transversales.
Tiene una mancha costal rojiza en dos quintos o más del borde, desde la cual se puede rastrear a lo largo del ala una banda antemediana ligeramente curvada y que puede ser doble hasta el margen posterior más allá de un tercio del ala. El ala anterior cuenta con un margen costal fuertemente oscurecido desde la base hasta un cuarto del ala. La línea posmediana se ve expresada por una fuerte marca costal oscura en aproximadamente tres quintas partes del ala, que discurre de manera bastante oblicua hacia el interior de SC,: Notas 1  junto con tres puntos grandes, parcialmente confluentes en los extremos radiales colocados más distalmente y no tan oblicuos como el termen. Suele tener un punto en M1, con rastros más leves posteriormente y una marca en el margen trasero cerca de tornus. Se ven también algunos puntos venosos a corta distancia de estas marcas radiales: una es una llamativa mancha doble (costal y subcostal, extendida longitudinalmente, SC y SC de color ferruginosa): Notas 1  cerca del ápice, seguida de una fila de pequeños puntos venosos y una fila de puntos internos más irregulares y colocados más distalmente. Cuenta con una raya blanca oblicua desde el ápice, indicada por un sombreado más oscuro delante y detrás del ala, este último continuaba hasta los puntos radiales, pero débil. Las alas posteriores con costa larga, ápice bastante redondeado, término recto en R' a M1, más redondeado por detrás, blanquecino, con alrededor de siete líneas de manchas más o menos confluentes desde el margen abdominal hasta M y M2.: Notas 1 
El ala anterior tiene un punto discal afilado. El ala trasera por debajo es blanca, con un pequeño punto discal y con tres líneas curvas de puntos venosos, la más proximal alrededor de la mitad del ala, la segunda cerca de la primera, débil o parcialmente obsoleta.